# Spielmann
Spielmann är en bergstopp i Österrike.   Den ligger i distriktet Zell am See och förbundslandet Salzburg, i den centrala delen av landet, 300 km väster om huvudstaden Wien. Toppen på Spielmann är 2 736 meter över havet.
Terrängen runt Spielmann är bergig. Runt Spielmann är det ganska glesbefolkat, med 29 invånare per kvadratkilometer.. Närmaste större samhälle är Kaprun, 19,4 km norr om Spielmann. 
Trakten runt Spielmann består i huvudsak av gräsmarker.